# Nangarhar
Nangarhar of Nangarhār (Pasjtoe: ننګرهار) is een van de 34 provincies van Afghanistan. Deze provincie ligt in het oosten van het land, tegen de grens met Pakistan. De hoofdstad is Jalalabad. In 2006 had de provincie een bevolkingsomvang van 1.261.900 inwoners.
In deze provincie bevindt zich in het district Pachir Wa Agam het Tora Bora-gebergte en het gelijknamig dorp, dat in 2001 samen met enkele andere dorpen doelwit werd van Amerikaanse aanvallen, gericht op de uitschakeling van eenheden van Al-Qaeda in Afghanistan en het opsporen van de vermoedelijke schuilplaats van Osama bin Laden.
Het district Pachir Wa Agam is een afgelegen bergachtig gebied 36 km ten zuiden van de provinciehoofdstad Jalalabad, aan de grens met Pakistan. Eerder was het ook het strijdtoneel in de tijd van de bezetting door de Sovjet-Unie en later de Taliban.
In maart 2007 vond in het district Ghanikhil het bloedbad bij Shinwar plaats, een berucht incident waarbij Amerikaanse militairen het vuur openden op Afghaanse burgers, wat minstens 19 dodelijke slachtoffers kostte.
Tegenwoordig geldt Nangarhar als een van de "N2KL"-provincies (samen met Nooristan, Kunar en Laghman), het gebied aan de Afghaanse zijde van de Durand Line.

## Bestuurlijke indeling
De provincie Nangarhār is onderverdeeld in 22 districten:
- Achin
- Bati Kot
- Bihsud
- Chaparhar
- Dara-I-Nur
- Dih Bala
- Dur Baba
- Goshta
- Hisarak
- Jalalabad
- Kama
- Khogyani
- Kot
- Kuz Kunar
- Lal Pur
- Muhmand Dara
- Nazyan
- Pachir Wa Agam
- Rodat
- Sherzad
- Shinwar
- Surkh Rod

Achin · Bati Kot · Bihsud · Chaparhar · Dara-I-Nur · Dih Bala · Dur Baba · Goshta · Hisarak · Jalalabad · Kama · Khogyani · Kot · Kuz Kunar · Lal Pur · Muhmand Dara · Nazyan · Pachir Wa Agam · Rodat · Sherzad · Shinwar · Surkh Rod
Badakhshān · Bādghīs · Baghlān · Balkh · Bāmyān · Dāykundī · Farāh · Fāryāb · Ghaznī · Ghōr · Helmand · Herāt · Jowzjān · Kābul · Kandahār · Kāpīsā · Khōst · Kunar · Kunduz · Laghmān · Lōgar · Nangarhār · Nīmrōz · Nūristān · Paktiyā · Paktīkā · Panjshayr · Parwān · Samangān · Sar-e Pul · Takhār · Uruzgān · Wardak · Zābul